# عربی لیبیایی
عربی لیبیایی (عربی: لیبی‎) یکی از گویش‌های عربی است که در کشور لیبی بدان سخن می‌گویند. این گویش خود به دو گویش شرقی رایجج در بنغازی و بیضا و غربی رایج در طرابلس و مصراته تقسیم می‌شود. گویش شرقی از مرزهای لیبی فراتر رفته و زبان عمده غرب مصر نیز به‌شمار می‌رود. یک گویش متمایز جنوبی نیز در سبها رایج است که بیشتر به گویش غربی نزدیک است. گویش جنوبی دیگری نیز در مرز با نیجر تکلم می‌شود.